# 미국의 광기
미국의 광기(American Madness)는 미국에서 제작된 프랑크 카프라 감독의 1932년 드라마 영화이다. 월터 휴스턴 등이 주연으로 출연하였고 해리 콘 등이 제작에 참여하였다.

## 출연

### 주연
- 월터 휴스턴
- 팻 오브라이언

### 조연
- 콘스탄스 커밍즈
- 게빈 고든
- 아서 호이트